# Pulau Sekatung
Pulau Sekatung är en ö i Indonesien.   Den ligger i provinsen Kepulauan Riau, i den nordvästra delen av landet, 1 200 km norr om huvudstaden Jakarta. Arean är 1,5 kvadratkilometer.
Terrängen på Pulau Sekatung är lite kuperad. Den sträcker sig 1,8 kilometer i nord-sydlig riktning, och 1,8 kilometer i öst-västlig riktning.